# 안나 휘블러
안나 휘블러(독일어: Anna Hübler, 1885년 1월 2일 - 1976년 6월 5일)는 독일의 피겨 스케이팅 선수로 뮌헨에서 태어났다. 그녀는 스케이트 파트너 하인리히 부르거와 함께 올림픽에서 우승했고 세계 선수권 대회에서 2번 우승했다. 휘블러와 부르거는 처음으로 세계 선수권 대회에서 우승했고 올림픽 피겨 스케이팅 페어 부문에서 처음으로 우승했다. 그들은 클럽 뮌헨 EV에서 스케이트를 탔다. 현역에서 은퇴한후, 휘블러는 가수와 배우가 되었다. 그녀는 나중에 백화점을 소유했다.

## 대회 성적
(페어)
| Event            | 1907 | 1908 | 1909 | 1910 |
| ---------------- | ---- | ---- | ---- | ---- |
| 하계 올림픽      |      | 1위  |      |      |
| 세계 선수권 대회 |      | 1위  |      | 1위  |